# Lygocoris
Genre
Lygocoris est un genre d'insectes du sous-ordre des hétéroptères (punaises), de la famille des Miridae.

## Espèces rencontrées en Europe
- Lygocoris (Lygocoris) minor (Wagner 1950)
- Lygocoris (Lygocoris) pabulinus (Linnaeus 1761)
- Lygocoris (Lygocoris) rugicollis (Fallén 1807)